# Elisabeth-Sophien-Koog
Elisabeth-Sophien-Koog là một đô thị thuộc huyện Nordfriesland, bang Schleswig-Holstein, Đức. Đô thị này có diện tích 5,29 km2, dân số cuối năm 2006 là 45 người.